# Кинотрест Эдисона
Компания кинопатентов (англ. Motion Picture Patents Company, MPPC, также известная как «Трест Эдисона») — американский кинематографический картель, созданный в декабре 1908 года по инициативе Томаса Эдисона.

## История компании

Основатели Компании кинопатентов, 1908

С момента изобретения «Кинетоскопа», Эдисон считал себя единоличным правообладателем всех кинотехнологий, и не прекращал попытки монополизировать доходы от кинопроизводства и кинопроката в пределах США. Большинство патентов, защищавших основные элементы конструкции киноаппаратуры, на территории США принадлежали компании Эдисона. В конце 1907 года её юристы предложили закончить «патентную войну» владельцам наиболее крупных кинопредприятий страны. Для этого кинокомпании должны были объединиться в картель и выплачивать Эдисону определённый процент за право пользования его патентами, без которых кинопроизводство и прокат кинофильмов запрещались в судебном порядке. Задуманный союз получил бы монополию на территории США, избавив своих участников от ставших традиционными судебных тяжб, однако, потеря самостоятельности не устроила большинство компаний, отклонивших первое предложение Эдисона. 
В результате долгих переговоров 18 декабря 1908 года было объявлено о создании «Компании кинопатентов», в которую вошли, сохранив свою самостоятельность, следующие фирмы: «студия Эдисона», «Байограф», «Вайтограф», «Зелиг», «Эссеней», «Любин», «Калем» и американские филиалы французских студий — «Пате» и «Мельеса». Было выпущено девять лицензий без права включения дополнительных членов по формальной причине их «неявки» на учредительное собрание. Участники объединения по-прежнему имели свои самостоятельные студии и подчинялись компании только по общим организационным вопросам, выплачивая незначительные отчисления. Остальные игроки американского кинорынка были обязаны отчислять новому картелю огромные суммы за право снимать и демонстрировать кинофильмы. Атака на независимый кинопрокат началась 24 декабря 1908 года: этот день известен в истории кинематографа, как «Чёрное Рождество». Из 800 нью-йоркских кинозалов полиция закрыла 500 под предлогом нарушения патентного права.
Представительства иностранных компаний, не вошедшие в картель, и не желавшие уходить с американского рынка, в феврале 1909 года основали International Projecting & Producing Company, быстро проигравшую войну с «трестом Эдисона», как стали называть новую монополию её противники. Американские кинопроизводители и прокатчики, не вошедшие в трест, также отказалась ему подчиниться и объявили себя «независимыми». Эта группа непокорённых дельцов вела непрекращающуюся войну с компанией кинопатентов, отказываясь платить отчисления, которые считала незаконными. Чтобы избежать судебного преследования, «независимые» снимали фильмы аппаратурой европейского производства («Пате», «Гомон», «Урбан») и на французскую киноплёнку. Эдисон пытался препятствовать этому, используя патент на петлю Латама, необходимую для работы любых киносъёмочных аппаратов. Однако, контроль за соблюдением этого ограничения оказался практически невозможным. Руководство компании стало прибегать к криминальным методам, чтобы вернуть свою монополию. В ответ на это, независимые кинопроизводители стали переносить свои студии с восточного побережья США на западное, скрываясь от преследования. 
Для общественности всё очевиднее становился факт, что компанию кинопатентов интересуют доходы, а не качество кинопродукции, стремительно падавшее у «легальных» киностудий. Участники картеля были не в состоянии насытить рынок достаточным количеством фильмов, вынудив свои киносети покупать их у независимых киностудий. Кроме того, деятельность компании противоречила антимонопольному законодательству. Джордж Истмен, в своё время поддержавший трест Эдисона, тем не менее был заинтересован в конкуренции кинопроизводителей, способствующей росту продаж киноплёнки. В 1913 году в результате судебного процесса «Соединённые Штаты Америки против Компании кинопатентов» (англ. US vs Motion Picture Patents Company), был вынесен вердикт о прекращении деятельности треста.

## Роль независимых киностудий
20 марта 1909 года «независимые» образовали союз, в который вошли почти 60 членов, в частности Кессель, Бауман, Вильям Фокс. 12 апреля к ним присоединился Карл Леммле, владевший разветвлённой киносетью. Участники союза стали переносить производство фильмов на западное побережье США, подальше от агентов кинотреста. Возникают новые фирмы «Юниверсал», «Мью-чуэл», «ИМП», студии которых находились как в Нью-Йорке, так и в Калифорнии. Наиболее популярным среди «независимых» постепенно становится небольшой посёлок Голливуд — предместье Лос-Анджелеса, возникшее на месте испанской колонии. Естественные природные условия: обилие солнечных дней, необходимых для киносъёмки, и уникальный ландшафт, способствуют росту популярности этих мест для создания новых киностудий. Постепенно Голливуд из посёлка превращается в крупный город и становится центром американской киноиндустрии.